# Canottieri Lario

Fotografia storica dei primi anni di vita, sullo sfondo è visibile una "lucia" la tipica imbarcazione lariana

La Società Canottieri Lario "G. Sinigaglia" è una società di canottaggio di Como.

## Storia
Nacque il 4 gennaio del 1891 per volontà di un gruppo di 17 appassionati canottieri. Nel 1914 Giuseppe Sinigaglia vince a Henley, sul fiume Tamigi,  la Diamond's Sculls, gara che può essere considerata l'equivalente di un odierno campionato del mondo, il vincitore fu premiato dalla regina d'Inghilterra.
Nel 1960 un equipaggio della Lario partecipa ai giochi della XVII Olimpiade a Roma: si tratta del due di coppia composto da Severino Lucini e Cesare Pestuggia; nella stessa Olimpiade partecipa anche Vincenzo Prina, che convocato inizialmente per il due senza, fu inserito nell'otto con cui si piazzerà sesto.
La Canottieri Lario ha ricevuto la Stella d'oro al merito sportivo del Comitato olimpico nazionale italiano nel 1967.
Nel 1982 un atleta della Lario conquista il titolo di campione del mondo con Vittorio Valentinis nell'otto pesi leggeri e con Paolo Marinelli nel quattro senza, sempre pesi leggeri. Nel 1987 Andrea Gavazzi è campione del mondo juniores e nel 1989 Danilo Fraquelli raggiunge lo stesso titolo nell'otto pesi leggeri.
Nel 1996 ai Giochi della XXVI Olimpiade svoltisi al Atlanta altri due atleti della Lario (Francesco Mattei e Mattia Trombetta) partecipano alle gare come componenti dell'otto.
La Canottieri Lario ha ricevuto il Collare d'oro al merito sportivo per il 2012.

## Organi sociali
- Presidente: Leonardo Bernasconi
- Vice Presidente Sede: Andera Fornasiero
- Vice Presidente Sport: Maurizio Ballabio
- Segretario: Antonio Bellasi
- Tesoriere: Francesco Stolfa
- Consiglieri: 
  - Alessandro Adduci,
  - Sara Bertolasi,
  - Paolo Cortelazzo,
  - Walter Moro,
  - Guido Frigerio,
  - Paolo Tornari
- Revisori dei conti:
  - Andrea Gatto (presidente)
  - Tiranti Fedele
  - Arnaboldi Giorgio
- Probiviri: 
  - Nessi Vittorio (presidente)
  - Lingeri Antonio
  - Pusterla Manuela
- Medici sociali: 
  - Paolo Tornari
  - Francesco Faverio